# Ист Гранд Рапидс (Мичиген)
Ист Гранд Рапидс (енгл. East Grand Rapids) град је у америчкој савезној држави Мичиген. По попису становништва из 2010. у њему је живело 10.694 становника.

## Демографија
Према попису становништва из 2010. у граду је живело 10.694 становника, што је 70 (0,7%) становника мање него 2000. године.
| Група             | 2000.          | 2010.          |
| Белци             | 10.384 (96,5%) | 10.088 (94,3%) |
| Афроамериканци    | 105 (1,0%)     | 113 (1,1%)     |
| Азијати           | 107 (1,0%)     | 160 (1,5%)     |
| Хиспаноамериканци | 92 (0,9%)      | 158 (1,5%)     |
| Укупно            | 10.764         | 10.694         |